# ヌミディア

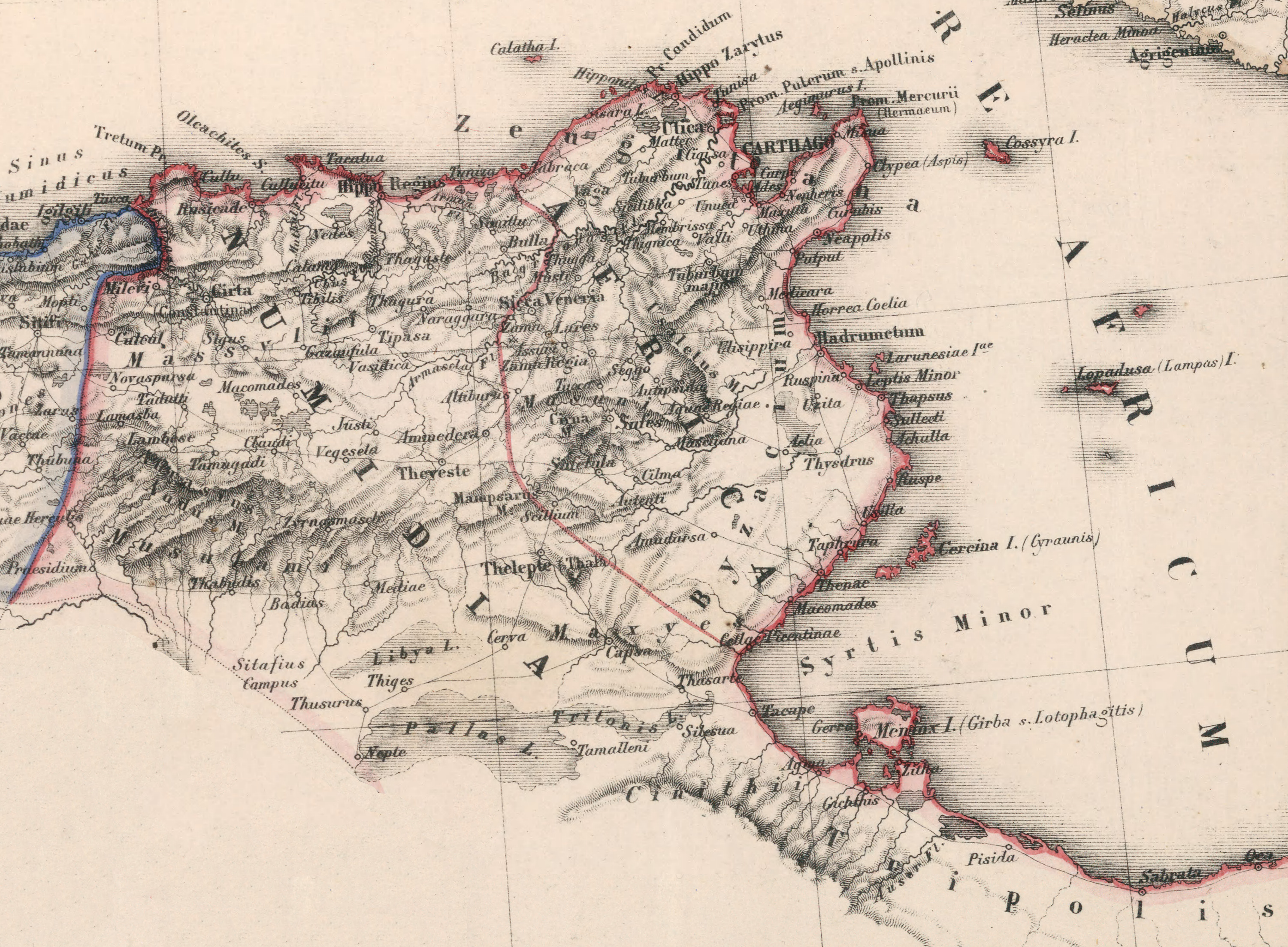
ヌミディアの詳細地図

ヌミディア王国

ヌミディア (羅: Numidia) は、カルタゴや共和政ローマの時代にベルベル系の部族が住んでいたアフリカ北部の地域・王国。ヌミディアとは古代ローマによる呼称であり、現在のアルジェリア北東部周辺に当たる。ヌミディア王国は、東隣にカルタゴ、西隣にマウレタニア王国と接していた。王国の滅亡後にローマの属州となった。中心都市はキルタ（Cirta, 現在の名称はコンスタンティーヌ）。
「ヌミディア」とは「ヌミド」と呼ばれる半遊牧の先住民の小都市群の意味とされる。

## ヌミディアの呼称について
ヌミディアの名は、歴史家のポリュビオスに由来する。ポリュビオスは、ポエニ戦争で騎兵として活躍した半遊牧集団のことをギリシア語で「遊牧民」を意味する「ノマデス」 (νομάδες) と呼んだ。後に、カエサルやリウィウスはこの地域の住民をラテン語で「ヌミダエ」 (Numidae) と記し、その国は「ヌミディア」 (Numidia) と呼ばれた。しかし、「ヌミダエ」および「ヌミディア」はローマ側の呼称に過ぎなかったとされている（ヌミディア人の項を参照）。

## ヌミディア史
紀元前3世紀頃のこの地域は、二つの遊牧部族連合国家、東のマッシュリー族 (Massyli) と西のムティギティ族 (Mutigiti) あるいはマッサエシュリ族 (Massaesyli) に分かれていた。この当時はまだ一つの王国は存在していなかった。

### 第二次ポエニ戦争

第二次ポエニ戦争時のヌミディア周辺（紀元前218年）

第二次ポエニ戦争では、東の王であるガイア（あるいはガラ）はカルタゴと同盟を結んでハンニバルの遠征軍に騎兵を提供し、共和政ローマと戦った。他方、西のシュファクスは、ローマと同盟を結んでいた。
ところが紀元前206年、東のガイアが没すると、西王国のシュファクスが東を併合した。ガイアの息子であるマシニッサは、カルタゴ領のイベリア半島でローマのスキピオ・アフリカヌスと戦っていたが敗れ、本国を失ったのでスキピオの軍門に降った。これに対して、シュファクスはローマから離反してカルタゴと同盟を結んだ。
紀元前204年、スキピオ率いるローマ軍がカルタゴ本国を攻めるために北アフリカに上陸して、カルタゴ・ヌミディア同盟軍を破り、ヌミディアを制圧した。シュファクスはローマの捕虜となり、マシニッサが統一ヌミディアの王として即位した。ザマの戦いでは、マシニッサはスキピオ麾下ローマ軍の支援軍として右翼の騎兵隊を指揮して、ハンニバルのカルタゴ軍を破ることに貢献した。なおこのとき、マシニッサが撃退したカルタゴ軍左翼もヌミディア騎兵であった。

### マシニッサ以降
後世のアッピアノスが伝えるところによれば、マシニッサが没した紀元前148年には、彼の領土は西隣はマウレタニア、東隣はカルタゴ、さらに東端はキュレナイカにまで達したという。すなわち、カルタゴを南側から包囲した形になったわけである。
マシニッサの後継者となったミキプサが紀元前118年に死去すると、3人の後継者が跡目を争うこととなった。即ち、アドヘルバルとヒエンプサル（1世）、ユグルタであり、紀元前112年までにユグルタは他の2人との争いに勝利して、ヌミディア王となった。
ユグルタがヌミディア統一の王となった同じ年に発生したヌミディアによるローマ人の殺害に端を発して、ローマとヌミディアとの間でユグルタ戦争が勃発した。ガイウス・マリウスやスッラの活躍、マウレタニア王ボックス1世（Bocchus I）の協力も得て、ユグルタを捕縛し、ローマの勝利に終った。なお、ユグルタ戦争の後、西ヌミディアはマウレタニアの支配下に入った。
依然として東ヌミディアおよびキュレナイカまで達する広大な領土を有していたが、紀元前81年にはスッラの指示を受けたグナエウス・ポンペイウスがヌミディアへ侵攻、その支援を得てヒエンプサル2世が即位したように、ローマの属国的な存在となった。

### ローマによる支配

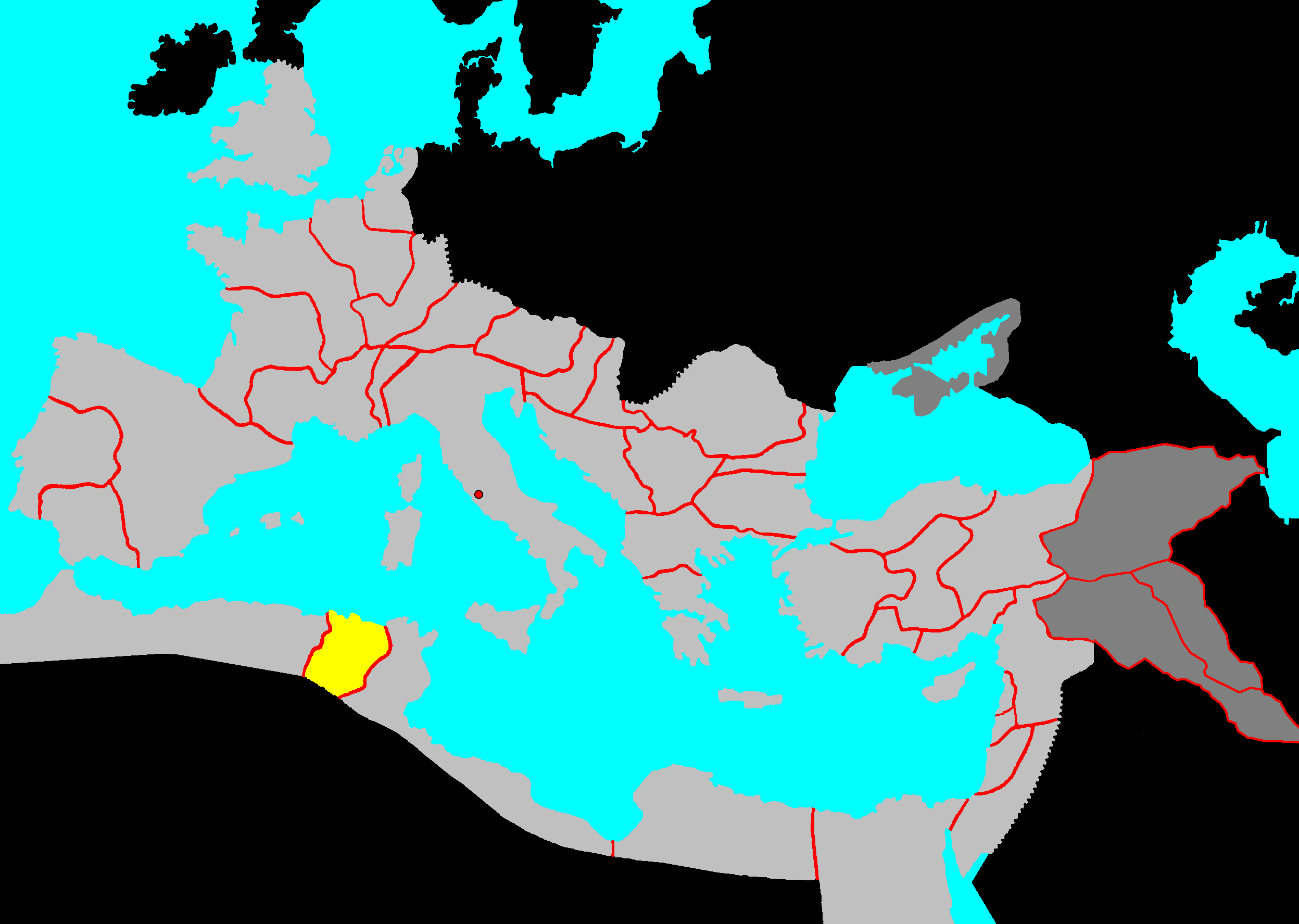
ヌミディア属州

紀元前49年にカエサルとポンペイウスらの元老院派による内戦が勃発。ユバ1世は元老院派に組して、バグラダス川の戦いではガイウス・スクリボニウス・クリオ率いるカエサル軍を撃破した。
紀元前48年9月にファルサルスの戦いで元老院派は敗北。ポンペイウスはエジプトで殺害されたものの、ユバ1世は北アフリカに逃れてきた元老院派のクィントゥス・カエキリウス・メテッルス・ピウス・スキピオ・ナシカや小カトらと共にカエサル派への抵抗を続けたが、元老院派・ヌミディア連合軍はタプススの戦いでカエサル派に敗北。元老院派の総司令官メテッルス・スキピオは戦死、小カトはウティカで自殺した。ユバ1世もカエサル軍の追撃で自殺、ヌミディア王国は断絶した。カエサルはヌミディアを直轄領とし、ローマ属州、アフリカ・ノウァ (Africa Nova) となった。
なお、オクタウィアヌスが紀元前31年にアクティウムの海戦に勝利してローマの覇権を握った後、一度はユバ1世の息子ユバ2世をヌミディア王としたが、紀元前25年にマウレタニア王へ転出させ、ヌミディアは再びローマ属州となった。
193年、ローマ皇帝セプティミウス・セウェルスの下で、ヌミディアは属州アフリカ・ウェトゥス (Africa Vetus) から切り離され、皇帝属吏 (procurator, プロークーラートル) の支配下とされた。ディオクレティアヌス帝による帝国再編の四分割統治（テトラルキア）に際しては、「アフリカ教区」の七属州の一つとなり、「ヌミディア・キルテンシス」 (Numidia Cirtensis) という呼称で知られるようになった。
428年、ヴァンダル族による侵攻と支配は、ヌミディアを荒廃させていった。こうして、「ローマ帝国の穀倉」と称された肥沃な北アフリカ一帯は、砂漠に呑み込まれていったのである。

## ヌミディア騎兵
ヌミディア人は、第二次ポエニ戦争においてハンニバル率いるカルタゴ軍が共和政ローマに攻め込んだときに、精強な騎兵として従軍し、ティキヌスの戦い・トレビアの戦い・トラシメヌス湖畔の戦い・カンナエの戦いという一連の戦闘でローマ軍を大いに撃破して勇名をはせた。
マシニッサがローマ側に寝返ったザマの戦いでは、ローマ軍右翼とカルタゴ軍左翼がともにヌミディア騎兵であった。これ以降、しばしばローマ軍への支援部隊（アウクシリア）として兵を動員するようになり、その有力な戦力となった。カエサルによるガリア戦争でも、支援部隊として大きな役割を果たし、『ガリア戦記』にもヌミディア兵が登場。カエサルと元老院派の内戦でもヌミディア騎兵が重要な役回りを果たした。

## ヌミディア王

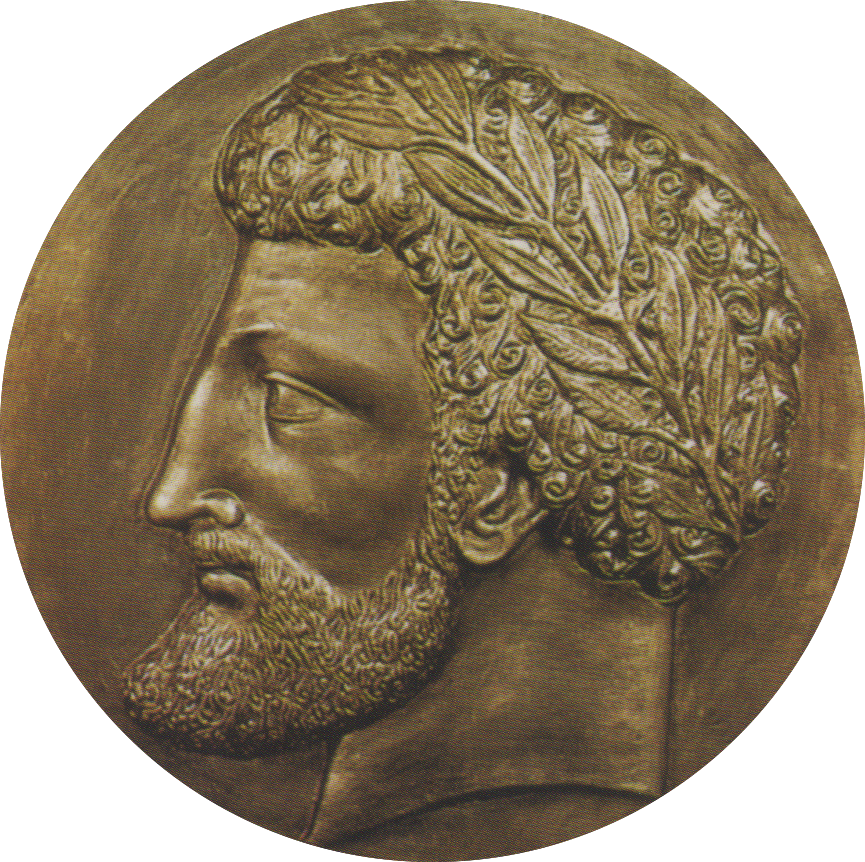
マシニッサ

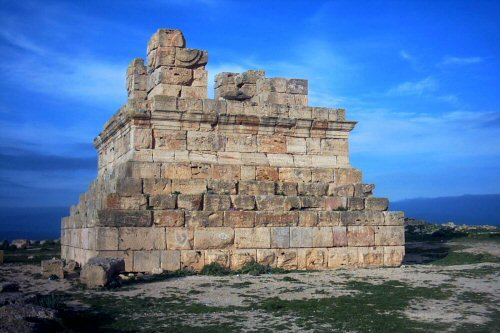
エル・フロウブはマシニッサの墓

### マッサエシュリ（西側）の王
- シュファクス (Syphax) 在位：前215年以前 - 前202年
- ウェルミナ (Vermina) 在位：前202年-？
- アルコバルザネ (Archobarzane) 在位：？-？

### マッシュリー（東側）の王
- ザラルセン (Zelalsen) 在位：？-？
- ガイア / ガラ (Gaia, Gala) 在位：? - 前207年
- オザルケス (Ozalces) 在位：前207年 - 前206年
- カプッサ (Capussa) 在位：前206年
- ラクマゼス (Lacumazes) 在位：前206年
- マシニッサ 在位：前206年 -（前202年）

### （統一）ヌミディア王
- マシニッサ（マッシュリ王と同一人物） 在位：（前202年） - 前148年
- ミキプサ (Micipsa) 在位：前148年 - 前118年
  - グルッサ (Gulussa) 在位：前148年 - 前145年
- ユグルタ (Jugurtha) 在位：前118年 - 前105年
  - アドヘルバル (Adherbal) 在位：前118年 - 前117年
  - ヒエンプサル1世 (Hiempsal I) 在位：前118年 - 前112年
- ガウダ (Gauda) 在位：前105年 - 前88年
- ヒエンプサル2世 (Hiempsal II) 在位：前88年 - 前60年
- ユバ1世 (Juba I) 在位：前60年 - 前46年
  - （前46年から前30年までは共和政ローマ直轄）
- ユバ2世 (Juba II) 在位：前30年 - 前25年。前25年よりマウレタニア王（ - 23年）